# Pieśń o żołnierzu tułaczu

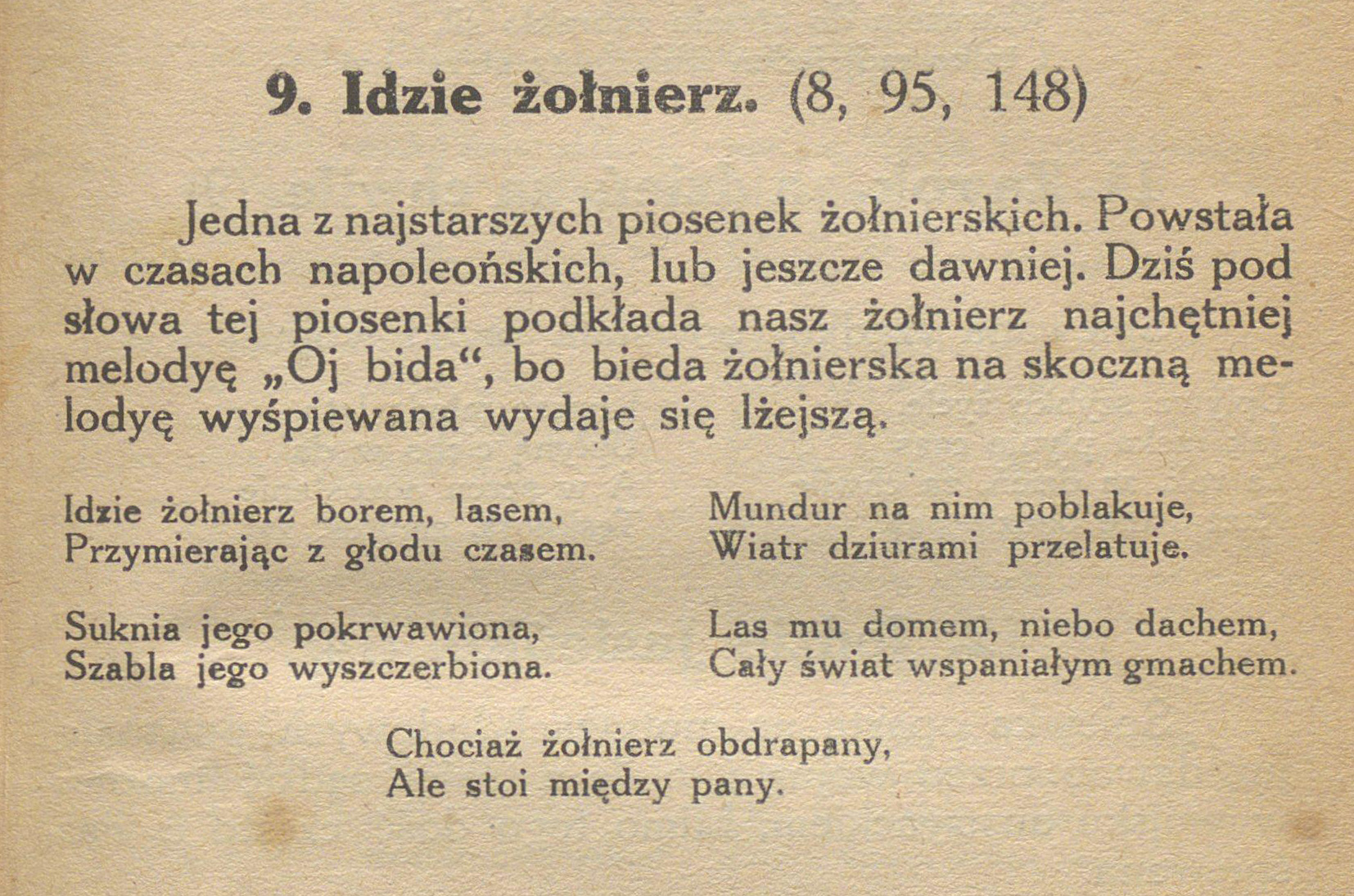
Opis oraz tekst „Pieśni o żołnierzu tułaczu” w wersji z „Piosenek leguna tułacza” Bogusława Szula, 1918

„Pieśń o żołnierzu tułaczu” (inc. „Idzie żołnierz borem, lasem”) – polska pieśń żołnierska, która zyskała dużą popularność szczególnie w XIX wieku. Składa się z ośmiozgłoskowców rymowanych parzyście. Jej tekst powstał na podstawie  „Pieśni o kole rycerskim” z 1584 i „Dumy rycerskiej” (ok. 1597) Adama Czahrowskiego. W utworze można odnaleźć podobieństwo do staropolskich żołnierskich lamentów, które traktują o trudach żołnierskiego żywota. Od XIX wieku zaczęto ją kojarzyć z tradycją legionów.
- W literaturze nawiązanie do niej można odnaleźć we fragmencie koncertu Jankiela w „Panu Tadeuszu” Mickiewicza, w opowiadaniu „O żołnierzu tułaczu” i „Popiołach” Żeromskiego.
- Zespół muzyczny Lao Che nawiązał do tej pieśni w utworze Koniec, znajdującym się na płycie „Powstanie Warszawskie”[3].

Wykonania:

- Jacek Kowalski wraz z zespołem muzyki dawnej Klub Świętego Ludwika, wykonanie z 2006 r. na CD załączonej do „Niezbędnika Sarmaty”.
- XL 0169 Chór i Orkiestra Polskiego Radia pod dyr. Jerzego Kołaczkowskiego, Idzie żołnierz borem, lasem..., Polskie Nagrania, cykl 1 (płyta winylowa).
- „Pieśń ojczysta”, wydanie albumowe 4 CD, Caritas Ordynariatu Wojska Polskiego „Pieśń Ojczysta”, Wydawnictwo Caritas Ordynariatu Wojska Polskiego, 2007.
- folk-rockowa wersja zespołu Łysa Góra.